# Saleumxay Kommasith
Saleumxay Kommasith (en lao: ສະເຫລີມໄຊ ກົມມະສິດ), né le 31 octobre 1968 dans la province de Houaphan, est un homme politique laotien.

## Biographie
Il est titulaire d'une maîtrise en relations internationales de l'Université d'État de Moscou (1992) et d'une maîtrise en études et développement international de l'université Monash, à Melbourne (1997).
Membre du Comité central du Parti révolutionnaire populaire du Laos, il occupe divers postes au sein du ministère des Affaires étrangères à partir de 1992, dont directeur général du département des organisations internationales (2007-2011), assistant du ministre (2011-2012), vice-ministre (2014-2016). De 2012 à 2013, il sert comme représentant permanent auprès des Nations-Unies. Il est nommé ministre des Affaires étrangères par l'Assemblée nationale le 20 avril 2016.